# دهستان نوآباد
دهستان نوآباد نام دهستانی در بخش اروندکنار شهرستان آبادان، استان خوزستان در ایران است. براساس سرشماری عمومی نفوس و مسکن (۱۳۹۵)، جمعیت آن ۱۲۹ نفر (۴۰ خانوار) بوده‌است.